# Hrid
Hrid je erozijski oblik marinskog procesa, stjenoviti ostatak abrazijom razorenoga otočića ili stijenskoga bloka, koji se uvijek nalazi iznad morske razine.
Hrid je manja nadmorska tvorba koja je iznad razine mora, po čemu se razlikuje od grebena. Prema međunarodnoj konvenciji hrid se razlikuje od otoka po tome što je "gola stijena, kamen, onaj prirodni materijal, od kojeg je sačinjeno čvrsto morsko dno". U hrvatskom dijelu Jadrana je 79 otoka (>1.000.000 m2), 520 otočića (>10.000 m2), 227 malih otočića, 398 hridi i 78 grebena. Svi hrvatski izvori nisu bilježili grebene, barem ne razdvojeno. 